# WorldWideWeb
WorldWideWeb (in seguito ribattezzato Nexus per evitare confusione tra il software e il World Wide Web) è il primo browser per il web mai realizzato. Esso non raggiunse mai il grande pubblico, proprio perché fu creato essenzialmente a scopo dimostrativo e di ricerca.

## Storia
Fu sviluppato da Tim Berners-Lee per il sistema NeXTSTEP e distribuito il 26 febbraio 1991. Tale scelta deriva dal fatto che il sistema operativo NeXT possedeva librerie di funzioni che facilitavano molto la creazione di applicazioni grafiche. Il sistema presentava un'interfaccia in bianco e nero, di conseguenza lo stesso vale per WorldWideWeb - o Nexus, come fu rinominato in seguito.
Il programma venne sviluppato in Objective C. Il suo codice sorgente è disponibile, per motivi di documentazione storica, sul sito del W3C.
Non essendo mai stato portato su altri sistemi operativi, oggi è praticamente inservibile. Il programma infatti non è più supportato dal 1993 (versione 0.17).
Gli immediati successori di WorldWideWeb furono ViolaWWW, Cello e Mosaic. Altri browser creati per sperimentare o mostrare alcune tecnologie sono Amaya e HotJava.

## Caratteristiche
Esso prevedeva la possibilità di link ipertestuali. Era anche possibile visualizzare immagini, sebbene queste apparissero in una nuova finestra anziché nel documento stesso. Esistevano già menu con parecchie opzioni, tra cui due che corrispondevano agli attuali bottoni "Avanti" e "Indietro" e un corrispettivo di "Trova". Un menu "Link" corrispondeva agli attuali "Preferiti". Supportava i protocolli HTTP e FTP.
È anche estremamente interessante il menu "Style": sebbene allora non esistessero gli attuali CSS, esso permetteva di caricare dei fogli di stile che permettessero una differente visualizzazione dei vari documenti HTML. Un concetto che, solo molti anni dopo, fu tra l'altro riutilizzato dal browser Opera per visualizzare le pagine in modo che le persone con disabilità visiva potessero accedervi più facilmente.